# Apamea commoda
Apamea commoda är en fjärilsart som beskrevs av Walker 1857. Apamea commoda ingår i släktet Apamea och familjen nattflyn. Inga underarter finns listade i Catalogue of Life.